# 耳うどん

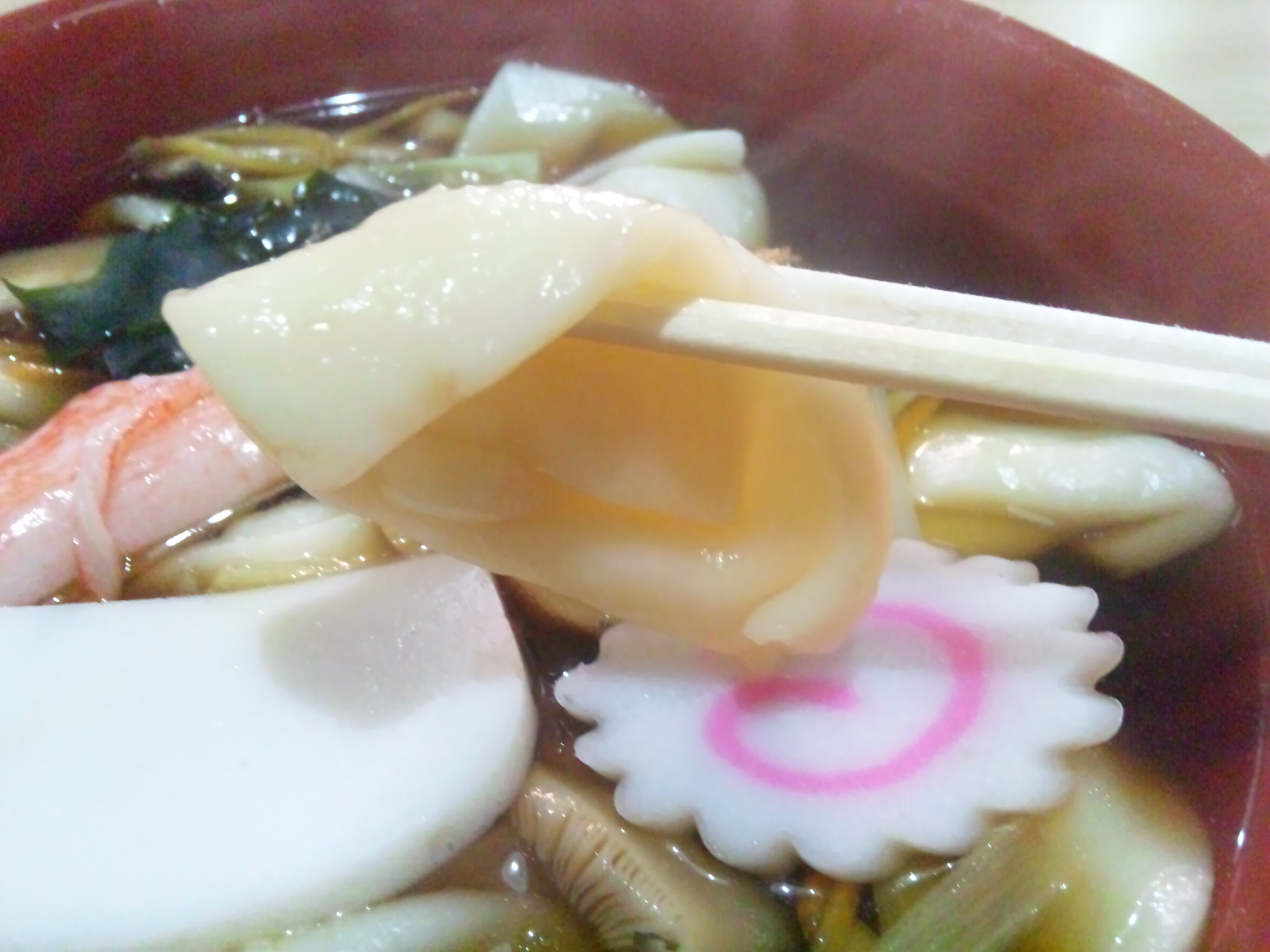
耳うどん

耳うどん（みみうどん）は、栃木県佐野市葛生地区（旧葛生町）、および宇都宮市城山地区（旧城山村）の郷土料理。
小麦粉を練って作った耳の形をした麺料理。

## 概要
麺の形状が耳の形をしていることから耳うどんと呼ばれる。
佐野市では、正月の料理として耳うどんが食され、耳の形をした麺を手に持ち耳に当て「いい耳聞け」とその1年は良いことがあるように祈願する風習がある。
宇都宮市では、星野宮神社の氏子の間で正月の祭礼の際のご馳走として耳うどんを食する。
佐野市では、正月の来客に手間のかかる料理を準備するのが大変であるため、年の暮れに耳うどんを作っておいて冷水に浸して保存し、正月の来客に振る舞っていた。宇都宮市でも同様に暮れのうちに作って乾燥保存し、星野宮神社の祭りの際に食べられた。
また、麺を「悪魔の耳」や「悪神の耳」になぞらえ、正月に耳を食べて、その年に家の話を悪魔に聞かれることがないから 1年間悪いことが起こらないとする、または、耳を食べてしまえば悪口が聞こえないから、ご近所と円満にお付き合いができるという言い伝えもある。
うどんミュージアム（京都市東山区祇園町）では2012年12月22日の開館以来、耳うどんが5か月連続でトップの月間売上を記録した。
現在では正月に限らず年中食べられている。うどん同様の調理ではなく、パスタのようにトマトソースで食されることもある。

## 歴史
耳うどんは、江戸時代の終わり頃にでき、大正時代に魔除けとして食べられるようになった。
佐野市葛生地区では正月に餅を食べない習慣もあり、高価な餅の代わりに食されるようになったのかとも推測されている。

## 調理法
一般的なうどんと同様。
麺は、小麦粉をぬるま湯と塩を合わせて練り、平たく伸ばしてマッチ箱大の長方形に切ったものを二つ折りにしながら、内側の両端を合わせて閉じる。
カツオ節でだし汁を作り、サトイモ、ダイコン、ニンジン、ゴボウなどを刻んで煮る。醤油とみりんなどの調味料で味付けしただし汁に、耳の形に似たうどんを入れる。